# جورج لويس ماكغي
جورج لويس ماكغي (بالإنجليزية: George Louis McGhee)‏ هو معالج نفسي أمريكي، ولد في 3 مارس 1925م، وتوفي في 20 ديسمبر 2000م بسبب سكتة.